# Klasyczny rachunek zdań
Klasyczny rachunek zdań – najpopularniejszy system formalny logiki matematycznej, w którym formuły reprezentujące zdania logiczne mogą być tworzone z formuł atomowych za pomocą wymienionego niżej zbioru aksjomatów.

## Definicja
Klasyczny rachunek zdań, KRZ, w wersji inwariantnej – rachunek zdaniowy
w języku klasycznego rachunku zdań z regułą odrywania jako jedyną pierwotną regułą wnioskowania oraz aksjomatami następującej postaci:
| Ax{\displaystyle _{1}} {\displaystyle \alpha \to (\beta \to \alpha )}                                                     | prawo poprzedzania                  |
| Ax{\displaystyle _{2}} {\displaystyle [\alpha \to (\beta \to \gamma )]\to [(\alpha \to \beta )\to (\alpha \to \gamma )]}  | sylogizm Fregego                    |
| Ax{\displaystyle _{3}} {\displaystyle \alpha \wedge \beta \to \alpha }                                                    | prawo opuszczania koniunkcji, 1.    |
| Ax{\displaystyle _{4}} {\displaystyle \alpha \wedge \beta \to \beta }                                                     | prawo opuszczania koniunkcji, 2.    |
| Ax{\displaystyle _{5}} {\displaystyle (\alpha \to \beta )\to [(\alpha \to \gamma )\to (\alpha \to \beta \wedge \gamma )]} | prawo wprowadzania koniunkcji       |
| Ax{\displaystyle _{6}} {\displaystyle \alpha \to \alpha \vee \beta }                                                      | prawo wprowadzania alternatywy, 1.  |
| Ax{\displaystyle _{7}} {\displaystyle \beta \to \alpha \vee \beta }                                                       | prawo wprowadzania alternatywy, 2.  |
| Ax{\displaystyle _{8}} {\displaystyle (\beta \to \alpha )\to [(\gamma \to \alpha )\to (\beta \vee \gamma \to \alpha )]}   | prawo łączenia implikacji           |
| Ax{\displaystyle _{9}} {\displaystyle (\alpha \leftrightarrow \beta )\to (\alpha \to \beta )]}                            | prawo opuszczania równoważności, 1. |
| Ax{\displaystyle _{10}} {\displaystyle (\alpha \leftrightarrow \beta )\to (\beta \to \alpha )]}                           | prawo opuszczania równoważności, 2. |
| Ax{\displaystyle _{11}} {\displaystyle (\alpha \to \beta )\to [(\beta \to \alpha )\to (\alpha \leftrightarrow \beta )]}   | prawo wprowadzania równoważności    |
| Ax{\displaystyle _{12}} {\displaystyle \alpha \to (\neg \alpha \to \beta )}                                               | prawo przepełnienia                 |
| Ax{\displaystyle _{13}} {\displaystyle (\alpha \to \neg \alpha )\to \neg \alpha }                                         | prawo redukcji do absurdu           |
| Ax{\displaystyle _{14}} {\displaystyle \neg \neg \alpha \to \alpha }                                                      | silne prawo podwójnego przeczenia   |

## Związek z intuicjonistycznym rachunkiem zdań
W tej formie aksjomatyka ta jest rozszerzeniem aksjomatyki intuicjonistycznego rachunku zdań, którą stanowią formuły {\displaystyle \{\mathbf {Ax} _{1},\dots ,\mathbf {Ax} _{13}\}} o formułę {\displaystyle \mathbf {Ax} _{14}.}
Przykłady dowodu w systemie formalnym klasycznego rachunku zdań znaleźć można w artykule dot.
intuicjonistycznego rachunku zdań. Ponieważ KRZ jest rozszerzeniem INT tylko o jeden aksjomat,
zamieszczone tam dowody są także poprawnymi dowodami w klasycznym rachunku zdań.
Gdyby chcieć uprawiać KRZ w oderwaniu od INT, można zamiast aksjomatów {\displaystyle \mathbf {Ax} _{12}-\mathbf {Ax} _{14}} przyjąć
| Ax{\displaystyle _{12}'} {\displaystyle (\alpha \to \beta )\to (\neg \beta \to \neg \alpha )} | prawo kontrapozycji         |
| Ax{\displaystyle _{13}'} {\displaystyle \alpha \leftrightarrow \neg \neg \alpha }             | prawo podwójnego przeczenia |
Niektórzy autorzy wręcz ograniczają język KRZ np. do {\displaystyle \to } i {\displaystyle \neg } traktując pozostałe spójniki jako wtórne:
| Df{\displaystyle _{\vee }} {\displaystyle (\alpha \vee \beta ):\equiv (\neg \alpha \to \beta )}                                                     |
| Df{\displaystyle _{\wedge }} {\displaystyle (\alpha \wedge \beta ):\equiv \neg (\alpha \to \neg \beta )}                                            |
| Df{\displaystyle _{\leftrightarrow }} {\displaystyle (\alpha \leftrightarrow \beta ):\equiv \neg [(\alpha \to \beta )\to \neg (\beta \to \alpha )]} |
Wówczas np. wykazanie prawa przemienności alternatywy sprowadza się do dowodliwości formuły {\displaystyle (\neg \alpha \to \beta )\leftrightarrow (\neg \beta \to \alpha ),} a dowodliwość praw de Morgana, to dowodliwość formuł
{\displaystyle \neg \neg (\alpha \to \neg \beta )\leftrightarrow (\neg \neg \alpha \to \neg \beta )}
oraz
{\displaystyle \neg (\neg \alpha \to \beta )\leftrightarrow \neg (\neg \alpha \to \neg \neg \beta )}

### Twierdzenia o dedukcji
W KRZ podobnie jak w INT prawdziwe są klasyczne Twierdzenie o dedukcji:
{\displaystyle \alpha \to \beta \in {\textrm {Cn}}_{c}(X)\;\;\iff \;\;\beta \in {\textrm {Cn}}_{c}(X\cup \{\alpha \})}
oraz uogólnione twierdzenie o dedukcji:
1. {\displaystyle {\textrm {Cn}}_{c}(X\cup \{\alpha \lor \beta \})={\textrm {Cn}}_{c}(X\cup \{\alpha \})\cap {\textrm {Cn}}_{c}(X\cup \{\beta \})}
2. {\displaystyle {\textrm {Cn}}_{c}(X\cup \{\alpha \land \beta \})={\textrm {Cn}}_{c}(X\cup \{\alpha ,\beta \})}
3. {\displaystyle \neg \alpha \in {\textrm {Cn}}_{c}(X)\;\;\iff \;\;X\cup \{\alpha \}{\text{ jest sprzeczny}}}

gdzie {\displaystyle {\textrm {Cn}}_{c}\,(X)} oznacza zbiór formuł dowodliwych w KRZ ze zbioru założeń {\displaystyle X.}
Wynika to z faktu, że w dowodzie obu tych twierdzeń korzysta się z aksjomatów o numerach nie przekraczających liczby {\displaystyle 13.}
W odróżnieniu jednak od INT, w przypadku KRZ trzeci punkt ostatniego twierdzenia może także przyjąć postać:
4. {\displaystyle \alpha \in {\textrm {Cn}}_{c}(X)\;\;\iff \;\;X\cup \{\neg \alpha \}{\text{ jest sprzeczny}}}
Jako przykład użycia tej wersji twierdzenia o dedukcji, wykażemy dowodliwość w KRZ tzw. silnego prawa kontrapozycji:
{\displaystyle (\neg p\to \neg q)\to (q\to p)}
oraz prawa wyłączonego środka:
{\displaystyle p\vee \neg p.}

### Prawo kontrapozycji (silne)
| 1. | {\displaystyle q,\neg q\in {\textrm {Cn}}_{c}(\{\neg p\to \neg q\,,q,\,\neg p\})} |                |
| 2. | {\displaystyle {\textrm {Cn}}_{c}(\{\neg p\to \neg q\,,q,\,\neg p\})}             | jest sprzeczny |
| 3. | {\displaystyle p\in {\textrm {Cn}}_{c}(\{\neg p\to \neg q\,,q\})}                 |                |
| 4. | {\displaystyle q\to p\in {\textrm {Cn}}_{c}(\{\neg p\to \neg q\})}                |                |
| 5. | {\displaystyle (\neg p\to \neg q)\to (q\to p)\in {\textrm {Cn}}_{c}(\emptyset )}  |                |

### Prawo wyłączonego środka
| 1.  | {\displaystyle p\to p\vee \neg p\in {\textrm {Cn}}_{c}(\emptyset )}        |             |
| 2.  | {\displaystyle p\vee \neg p\in {\textrm {Cn}}_{c}(\{p\})}                  |             |
| 3.  | {\displaystyle {\textrm {Cn}}_{c}(\{p,\neg (p\vee \neg p)\})}              | – sprzeczny |
| 4.  | {\displaystyle \neg p\in {\textrm {Cn}}_{c}(\{\neg (p\vee \neg p)\})}      |             |
| 5.  | {\displaystyle \neg p\to p\vee \neg p\in {\textrm {Cn}}_{c}(\emptyset )}   |             |
| 6.  | {\displaystyle p\vee \neg p\in {\textrm {Cn}}_{c}(\{\neg p\})}             |             |
| 7.  | {\displaystyle {\textrm {Cn}}_{c}(\{\neg p,\neg (p\vee \neg p)\})}         | – sprzeczny |
| 8.  | {\displaystyle \neg \neg p\in {\textrm {Cn}}_{c}(\{\neg (p\vee \neg p)\})} |             |
| 9.  | {\displaystyle {\textrm {Cn}}_{c}(\{\neg (p\vee \neg p)\})}                | – sprzeczny |
| 10. | {\displaystyle p\vee \neg p\in {\textrm {Cn}}_{c}(\emptyset )}             |             |

## Związek z algebrą Boole’a
Formuła języka klasycznego rachunku zdań jest tezą KRZ jeśli jest ona prawdziwa dowolnej algebrze Boole’a.
W szczególności jeśli formuła nie jest tezą KRZ, to można ją obalić w dwuelementowej algebrze Boole’a {\displaystyle {\mathcal {B}}_{2},} czyli nie jest ona tautologią klasyczną.